# For Your Entertainment (песня)
«For Your Entertainment» — это дебютный главный сингл американского записывающего артиста и участника, занявшего второе место в восьмом сезоне American Idol Адама Ламберта. Это также заглавный трек его дебютного студийного альбома For Your Entertainment. Песня была выпущена в больших масштабах 3 ноября 2009. Сингл был написан Клодом Келли и Dr. Luke. Это его первый британский сингл и второй австралийский сингл.

## Предпосылка
28 октября 2009 Ламберт объявил через Twitter, что главный сингл с дебютного альбома будет «For Your Entertainment», песня была продюсирована Dr. Luke. На следующий день Ламберт объявил, что сингл выйдет впервые в свет на радио-шоу Райана Сикреста 30 октября 2009. Песня стала доступной в легальной загрузке в США 3 ноября 2009 и 15 ноября 2009 Великобритании.

## Выступления
«For Your Entertainment» впервые была исполнена вживую на American Music Awards 22 ноября 2009 в Nokia Theatre в Лос-Анджелесе, Калифорния. Это было выступление, наполненное садомазохизмом, которое вызвало 1,500 недовольств по кабельному каналу, который транслировал шоу: American Broadcasting Company (ABC). В результате ABC объявил, что Ламберт не выступит в Good Morning America 25 ноября, как планировалось. CBS позже пригласил Ламберта, чтобы выступить вместо The Early Show в тот же день в Нью-Йорке. Вдобавок, Родительский комитет по вопросам телевидения, компания традиционных приличий, убедила зрителей пожаловаться в FCC, если они жили в той области, где выступление было показано до 10 часов вечера в том месте. Однако выступление Ламберта, как сообщается, было показано в 11 часов вечера. По восточноевропейскому и тихоокеанскому поясному времени «вне обычного времени FCC с 6 до 10 вечера было запрещено показывать материал неприличного содержания».
Ламберт сказал журналу Rolling Stone: «Исполнительницы делали это годами — раскрывали сексуальность — а тут раз и сделал это мужчина, и все обалдели. Мы в 2009 — это время рисковать, быть смелее, время открыть людям глаза, если это заденет их, тогда, может быть, я не для них. Моей задачей не было бесить людей, это была реклама свободы выражения и артистическая свобода».
Ламберт потом пошёл на серии рекламного интервью и выступлений, чтобы направить усилия на разногласия, прояснить слухи, обсудить его быстрый подъём к славе, и прорекламировать альбом. Интервьюеры включили The Ellen DeGeneres Show, The View, и The Oprah Winfrey Show

## Песня как промо
С 22 декабря Fox начал использовать «For Your Entertainment» как официальную песню, выделяя их январскую серию шоу.
E! Network в феврале 2010 выпустил рекламное продвижение их телевизионных серий с ремиксом «For Your Entertainment».
Она также участвовала в рекламе 4music в Великобритании в 2010.
Вдобавок, BBC использовал это в монтаже «самых и лучших и самых ужасных из испытаний 2010 года».

## Список композиций
Цифровая загрузка
1. «For Your Entertainment» — 3:35

Ремиксы — (Часть Ремиксованного Альбома)
- «For Your Entertainment» (Bimbo Jones Vocal Mix) — 6:29
- «For Your Entertainment» (Brad Walsh Remix) — 4:56

## Клип
Клип для «For Your Entertainment» вышел впервые в свет на официальном сайте Ламберта 24 ноября 2009. Его режиссёром стал Рэй Кей. Клип был снят за один день 15 ноября в The Alexandria, старом отеле, который сейчас является апартаментами, построенными в деловой части Лос-Анджелеса. В клипе Ламберт показан гуляющим в отеле в компании и девушек. Параллельно показан его рок-стилизованный концерт в подземелье Нью-Йорка.

## История релиза
| Регион                   | Дата            | Версия             |
| ------------------------ | --------------- | ------------------ |
| United States and Canada | 30 октября 2009 | Официальный релиз  |
| United States and Canada | 3 ноября 2009   | Коммерческий релиз |
| Великобритания           | 3 мая 2010      |                    |

## Появление в чарте
«For Your Entertainment» дебютировал на #84 в американском Billboard Hot 100 28 ноября 2009. На той же неделе песня также дебютировала на #33 в Canadian Hot 100. В марте песня также участвовала как VIP Трек в британском 4Music, прежде выхода альбома в конце апреля. На сегодняшний день песня была самой успешной в Канаде и Новой Зеландии, где она достигла Платины и Золота соответственно, см. ниже). Песня была приблизительно распродана 220,000 цифровыми загрузками.
«For Your Entertainment» также вошел в UK Singles Chart 2 мая 2010 на текущей позиции #39. На второй неделе чарта она оставалась на #39.
| Чарт (2009)                                 | Наивысшая позиция |
| ------------------------------------------- | ----------------- |
| Canadian Hot 100                            | 23                |
| New Zealand Singles Chart                   | 10                |
| Американский Billboard Hot 100              | 61                |
| Чарт (2010)                                 | Наивысшая позиция |
| Finnish Singles Chart                       | 5                 |
| Japan Hot 100                               | 1                 |
| UK Singles Chart                            | 39                |
| Американский Billboard Hot Dance Club Songs | 5                 |

| Страна         | Сертификации (порог продаж) |
| -------------- | --------------------------- |
| Новая Зеландия | Золото                      |
| Канада         | Платина                     |